# Wzlot (rzeźba)

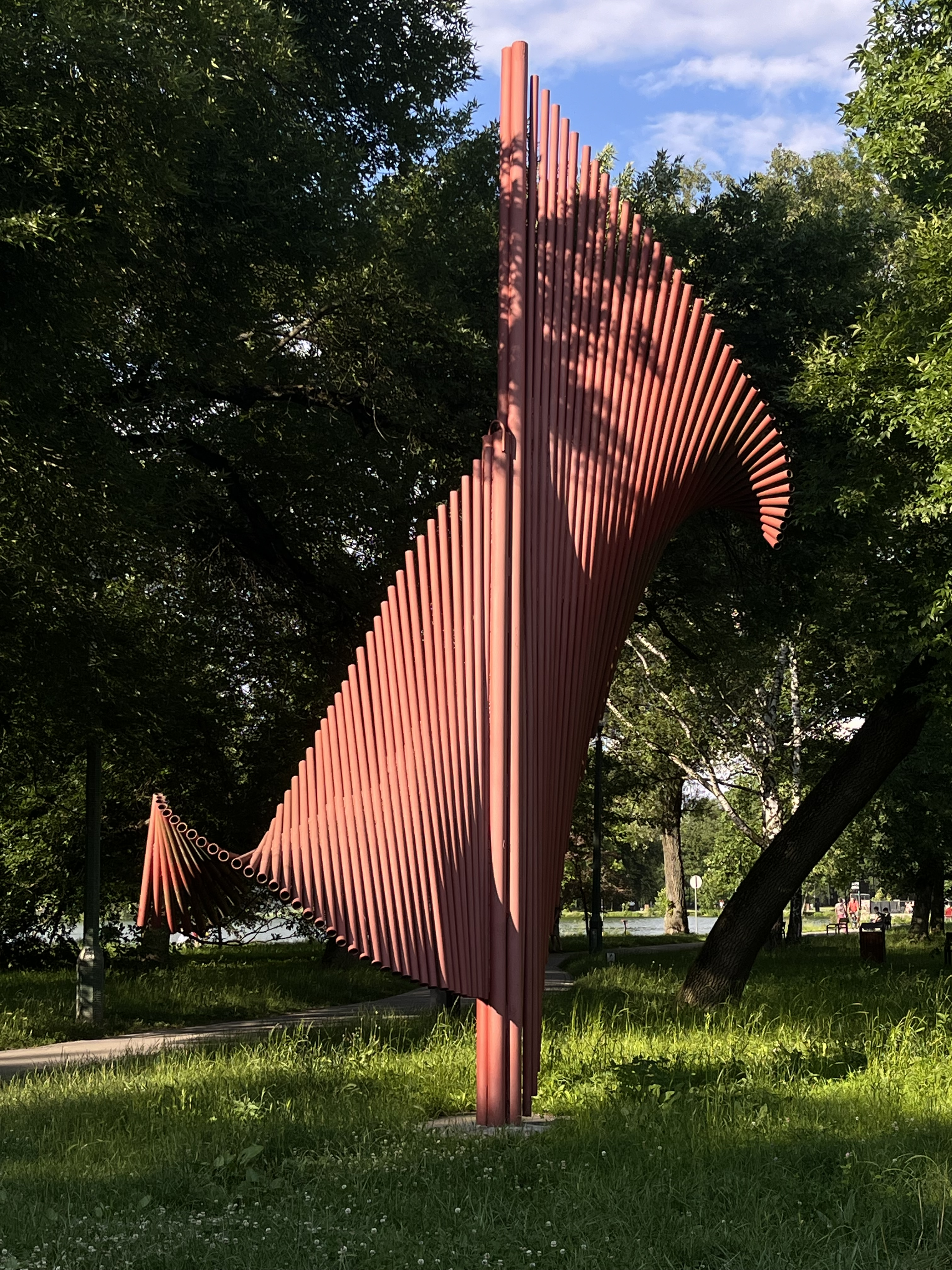
Rzeźba "Wzlot" nad zalewem nowohuckim w Krakowie.

Wzlot, inaczej Wznoszenie lub Piszczałki – rzeźba z 1977 roku autorstwa Stanisława Małka, znajdująca się w Nowej Hucie w Krakowie, przy Zalewie Nowohuckim u zbiegu al. Solidarności i ul. Bulwarowej. 
Rzeźba ma 7,5 m. wysokości, 4,7 m szerokości i składa się z 72 stalowych elementów wyprodukowanych w Hucie im. Lenina.

## Historia
Stanisław Małek w 1975 r. ukończył rzeźbę na Akademii Sztuk Pięknych w Krakowie u prof. Mariana Koniecznego, a w momencie powstawania Wzlotu był studentem Studium Scenografii Teatralnej. 
Rzeźba powstała jako dar od artysty dla dzielnicy, w zamian za otrzymanie pracowni artystycznej przy os. Jagiellońskim 32. Dzieło zostało wycenione na 195 tys. złotych. Historia jego powstania zaczyna się po otrzymaniu pracowni. Artysta przez Wydział Kultury UD, skierował projekt do Rady Zakładowej Kombinatu, która pozytywnie odniosła się do wykonania rzeźby. Przez jej rozmiary i trudności związane ze spawaniem konieczne było zawiązanie współpracy z pracownikami kombinatu, konkretnie z wydziału Walcowni Drobnej i Drutu. Prace trwały prawie półtora miesiąca. Projekt początkowo zakładający kwadratowy przekrój metalowych elementów, ze względu na produkowane w hucie "piszczałki" o okrągłym przekroju, został zmieniony. Artyście, na czas wykonywania prac przyznano przepustkę, dzięki której wpadł w rytm życia pracowników kombinatu, ucząc się od nich umiejętności wymagających precyzji, takich jak spawanie, lecz także spożywając posiłki wspólnie.
Miejsce, w którym stanęła rzeźba, nie było przypadkowe - artysta wybrał tę lokalizację ze względu na to, że był to miejsce, które pracownicy Kombinatu mijali codziennie w drodze do i z pracy, a w jej trakcie odpoczywali nad Zalewem.
Rzeźba z biegiem czasu zatracała swój pierwotny czerwony kolor. W 2017 roku przeszła renowację, w wyniku której przywrócono jej oryginalną barwę.